# Mistrzostwa Europy w Short Tracku 2002
6. edycja Mistrzostw Europy w Short Tracku odbywała się w dniach 11-13 stycznia 2002 we francuskim Grenoble.

## Klasyfikacja medalowa
Pogrubieniem oznaczono kraj gospodarza mistrzostw (Francja):
| Lp.    | Kraj            | Złoto | Srebro | Brąz | Razem |
| 1.     | Włochy          | 7     | 6      | 7    | 20    |
| 2.     | Bułgaria        | 5     | 1      | 0    | 6     |
| 3.     | Wielka Brytania | 0     | 2      | 2    | 4     |
| 4.     | Francja         | 0     | 2      | 1    | 3     |
| 5.     | Belgia          | 0     | 1      | 0    | 1     |
| 6.     | Niemcy          | 0     | 0      | 2    | 2     |
| Ogółem | Ogółem          | 12    | 12     | 12   | 36    |

## Medaliści i medalistki

### Mężczyźni
| Konkurencja          | Złoto           | Czas     | Srebro              | Czas     | Brąz                | Czas     |
| -------------------- | --------------- | -------- | ------------------- | -------- | ------------------- | -------- |
| 500 metrów           | Nicola Rodigari | 43.010   | Nicola Franceschina | 43.057   | Fabio Carta         | 43.889   |
| 1000 metrów          | Fabio Carta     | 1:32.915 | Bruno Loscos        | 1:33.192 | Nicola Rodigari     | 1:33.204 |
| 1500 metrów          | Fabio Carta     | 2:20.849 | Nicola Rodigari     | 2:21.041 | Nicola Franceschina | 2:22.392 |
| 3000 metrów          | Fabio Carta     | 5:03.098 | Bruno Loscos        | 5:06.567 | Nicola Rodigari     | 5:09.385 |
| Wielobój             | Fabio Carta     | 115 pkt. | Nicola Rodigari     | 81 pkt.  | Bruno Loscos        | 42 pkt.  |
| Sztafeta 5000 metrów | Włochy ·        | 7:20.752 | Belgia ·            | 7:22.452 | Niemcy ·            | 7:33.232 |

### Kobiety
| Konkurencja          | Złoto             | Czas     | Srebro          | Czas     | Brąz            | Czas     |
| -------------------- | ----------------- | -------- | --------------- | -------- | --------------- | -------- |
| 500 metrów           | Ewgenija Radanowa | 45.565   | Mara Zini       | 45.673   | Marta Capurso   | 45.767   |
| 1000 metrów          | Ewgenija Radanowa | 1:38.167 | Joanna Williams | 1:38.626 | Katia Zini      | 1:38.711 |
| 1500 metrów          | Ewgenija Radanowa | 2:48.183 | Joanna Williams | 2:48.658 | Mara Zini       | 2:48.720 |
| 3000 metrów          | Ewgenija Radanowa | 6:14.786 | Mara Zini       | 6:15.037 | Joanna Williams | 6:15.149 |
| Wielobój             | Ewgenija Radanowa | 136 pkt. | Mara Zini       | 60 pkt.  | Joanna Williams | 55 pkt.  |
| Sztafeta 3000 metrów | Włochy ·          | 4:29.255 | Bułgaria ·      | 4:31.030 | Niemcy ·        | 4:31.885 |